# Saacke (Unternehmen)
Die Saacke GmbH, Eigenschreibweise SAACKE, ist ein Unternehmen für industrielle und maritime Feuerungstechnologien mit insgesamt etwa 1.000 Mitarbeitern, darunter 300 Ingenieure. Das Unternehmen hat Produktionsstandorte in Kroatien und China und ein weltweites Service- und Vertriebsnetz. Zentrale, Hauptproduktion sowie Forschung und Entwicklung befinden sich in Bremen.

## Produkte
Zum Produktportfolio von Saacke gehören industrielle Brenner und Feuerungssysteme, entsprechende Steuerungssoftware, internetbasierte Software-Lösungen zur Wartung, das Anlagenengineering inklusive Strömungs- und Verbrennungssimulationen sowie Modernisierungen von Bestandsanlagen für eine verbesserte Energieeffizienz. Zum Einsatz kommen die Produkte überall dort, wo Energie- und Wärmebedarf besteht – von Raffinerien über die Chemie-, Lebensmittel- oder Baustoffindustrie und die Stahl- und Metallerzeugung bis hin zur Müllverbrennung und der Holzverarbeitung. Einen Schwerpunkt bilden Feuerungsanlagen für Ersatzbrennstoffe. Saacke konstruiert Feuerungssysteme, die eine schadstoffarme Verbrennung von alternativen Brennstoffen wie etwa flüssigen Sonderbrennstoffen (z. B. Tierfett, Rapsöl, Sojaöl, Fischöl, Glyzerin, Frittierfett), biogenen Stoffen (z. B. Palmöl, Biodiesel, Biogas), Stäuben (z. B. Holzstaub, Zuckerrübenschnitzel, Kaffeeschalen, Gärsubstrat), Sondergasen (z. B. Deponiegas, Klärgas, Raffineriegas, Kohlegrubengas, Koksgas) oder heizwertarmen Gasen (z. B. Gichtgas, Formalingas, Ventgas, Corexgas, CO-Gas) und Flüssigkeiten (z. B. Molasse und Vinasse) und somit deren energetische Nutzung ermöglichen.
Für die Schifffahrt bietet das Unternehmen komplette Feuerungssysteme inklusive Kessel, die einen energieeffizienten Betrieb und die Einhaltung der IMO-Emissionsrichtlinien gewährleisten. Zu den Saacke Systemen im maritimen Bereich zählen beispielsweise Wärmeerzeugungs- und Scrubber-Systeme für Umrüstungen oder Neubauten. Produkte des Bremer Unternehmens sind heute auf zahlreichen Fähr-, Container- und Kreuzfahrtschiffen wie beispielsweise der Queen Mary 2 eingebaut. Zudem stattet Saacke FPSO-Plattformen und LNG-Tanker (Flüssiggastanker) mit Feuerungsanlagen aus.

## Geschichte
Gegründet wurde das Unternehmen 1931 vom Berliner Kaufmann Carl Saacke (* 1876) als Carl SAACKE-Ölfeuerungsgesellschaft mbH. Drei Jahre später brachten er und sein Sohn Herbert Saacke (* 1906 in Paris) einen selbst entwickelten ersten Saacke-Brenner auf den Markt. Wichtigstes Element des Brenners war und ist der Drehzerstäuber, der eine sehr feine und somit gut regulierbare, rauchfreie Ölverbrennung ermöglicht. Unter anderem wurde das Schlachtschiff Bismarck mit Brennern von Saacke ausgerüstet.
Nach Ende des Zweiten Weltkriegs erhielt Saacke 1949 einen ersten Serienauftrag für Drehzerstäuber. Es folgte die Entwicklung von Gas- und Kombibrennern in den 1950er Jahren. 1952 suchte Saacke die räumliche Nähe zum Schiffbau und zog von Berlin zum heutigen Hauptsitz nach Bremen. 1960 eröffnete das Unternehmen erste Auslandsniederlassungen und hat heute über 70 Vertriebs- und Servicecenter in mehr als 20 Ländern und auf allen fünf Kontinenten.
Im Januar 2021 kündigte das Unternehmen einen massiven Stellenabbau im Werk Bremen an, um die Produktion nach Kroatien und China zu verlagern.

### Neuentwicklungen
Heute stellt Saacke außer industriellen Spezialbrennern auch komplexe Feuerungsanlagen mit entsprechender Softwaresteuerung her. In den 1970er und 1980er Jahren führte Saacke Brenner mit Druck- und Dampfdruckzerstäubern ein. In den 1990er Jahren entwickelte das Unternehmen einen Ultra Low NOx Brenner (stickstoffoxidreduzierte Verbrennung) sowie einen Tierfettbrenner. Im maritimen Bereich entwickelte die Firma 2002 mit der Gas Combustion Unit (GCU) eine neue Sicherung für den Flüssiggastransport. 2021 präsentierte das Unternehmen mit der GCU evo eine Weiterentwicklung der herkömmlichen Gas Combustion Unit. Seit Herbst 2013 ist die erste Abgasreinigungsanlage von Saacke auf einem Schiff aktiv. Das hybride Multistream Scrubber System wurde auf dem 2009 gebauten Tanker MT Levana der Bremer Carl Büttner Reederei installiert.